# Roberta Rovelli
Roberta Rovelli (Milano, 1978) è un'attrice italiana.

## Biografia
Ha interpretato la madre di Max Pezzali nella fortunata serie TV Hanno ucciso l'Uomo Ragno - La leggendaria storia degli 883.
In seguito ha recitato nel film Vermiglio, opera seconda della regista Italo-Argentina Maura Delpero, con il ruolo di Adele. Il film è stato presentato in concorso all'81ª edizione del Festival del cinema di Venezia e vincitore del Leone d’ argento, Gran Premio della Giuria e ha ricevuto una candidatura come Miglior Film Internazionale  ai Golden Globe 2025.

## Filmografia

### Cinema
- Senza freni, regia di Felice Farina (2003)
- Il giorno in più, regia di Massimo Venier (2011)
- Fabbricante di lacrime, regia di Alessandro Genovesi (2024)
- Vermiglio, regia di Maura Delpero (2024)

### Televisione
- Camera Café, episodio 5x145
- Brennero, episodi 1x03 e 1x04 – serie TV (2024)
- Hanno ucciso l'Uomo Ragno - La leggendaria storia degli 883 – serie TV (2024)